# Stanislav Suda
Stanislav Suda   (Starý Plzenec, 30 d'abril de 1865 - Plzeň, 1 de setembre de 1931) fou un compositor, flautista i pedagog txec.
És autor de les òperes:
- U Bosich muk (Pilsen, 1897);
- Lesdinsky Kovar (Pilsen, 1903);
- Bar Kochba (Pilsen, 1905).